# Eugenia grayumii
Eugenia grayumii är en myrtenväxtart som beskrevs av Barrie. Eugenia grayumii ingår i släktet Eugenia och familjen myrtenväxter.
Artens utbredningsområde är Costa Rica. Inga underarter finns listade i Catalogue of Life.